# خوروشایوو
خوروشایوو (انگلیسی: Khoroshayevo) یک شهرک در شهرستان کاراایدلسکی استان باشقیرستان کشور روسیه است.